# Aumentativo
Aumentativo é uma forma morfológica de uma palavra que expressa maior intensidade, muitas vezes em tamanho, mas também em outros atributos. É o antônimo oposto de um diminutivo.
Uma vez que sobreavivar algo muitas vezes o torna grotesco, em algumas línguas, aumentativos são usados principalmente para efeitos cômicos ou pejorativos. Muitas línguas têm aumentativos para substantivos; algumas têm aumentativos para verbos.

## Línguas germânicas

### Inglês
No Inglês moderno, aumentativos podem ser criados com prefixos.
- over-: e.g., overlord e overseer.
- grand-: e.g., grandmaster e grandparent.
- super-: e.g., supermarket e superpower.
- mega-: e.g., megastore e megastar.
- arch-: e.g., archrival e archangel.

Desde aproximadamente a década de 1990, o prefixo über- também tem sido frequentemente usado como um empréstimo do alemão. O sufixo -zilla, expressando uma qualidade monstruosa, pode também ser considerada uma forma aumentativa.

## Línguas latinas

### Português
Na língua portuguesa, o aumentativo é o grau do substantivo que se forma por acrescentamento de um sufixo, geralmente "ão" ou "zão". Em alguns casos, forma-se por um prefixo, como em supermercado e hipermercado.
- Cachorro - Cachorrão
- Mesa - Mesão
- Festa - Festança
- Janela - Janelão

Além desses, pode-se misturar (informalmente) o aumentativo com o diminutivo como nos sufixos "ebrão", "etão" e "egulhão":
- Casa - Casebrão(formalmente: casarão)
- Muro - Muretão(formalmente: muralha)
- Pedra - Pedrita

O aumentativo serve funções estilísticas e pragmáticas bem definidas, como evidenciar afeto ou ironia, por exemplo.
Outro grau dos substantivos é chamado diminutivo, por oposição ao aumentativo.
No Português, O aumentativo  têm duas formas para a representação de grau:
Grau sintético: no grau superlativo absoluto sintético, caracteriza um ou mais seres atribuindo-lhes qualidades em grau muito elevado. É expresso através de uma só palavra, formada pelo adjetivo mais um sufixo: adjetivo + sufixo.
Grau analítico:Analítico- a forma normal do substantivo é modificada por adjetivos que indicam aumento ou diminuição de proporções. É um caso típico de determinação sintática.